# Lago Berta Superior
Lago Berta Superior är en sjö i Argentina.   Den ligger i provinsen Chubut, i den sydvästra delen av landet, 1 500 km sydväst om huvudstaden Buenos Aires. Lago Berta Superior ligger 1 005 meter över havet. Arean är 0,82 kvadratkilometer. Den sträcker sig 0,7 kilometer i nord-sydlig riktning, och 1,7 kilometer i öst-västlig riktning.
Trakten runt Lago Berta Superior är nära nog obefolkad, med mindre än två invånare per kvadratkilometer.